# Margaret Ackman
Margaret Ackman là một chính trị gia người Guyana và là thành viên sáng lập của Đảng Cải cách Quốc hội Quốc gia Nhân dân (PNCR).

## Tuổi trẻ
Margaret Ackman được sinh ra trong gia đình của Frederick Ackman, một chính trị gia của Đảng Tiến bộ Nhân dân.

## Công việc
Ackman là một trong những thành viên sáng lập của Đảng Cải cách Quốc hội Quốc gia Nhân dân và từ năm 1969 đến 1980, bà đại diện cho PNCR trong quốc hội Guyana. Vào tháng 6 năm 1953, Ackman được bầu làm chủ tịch ủy ban thường trực của tổ chức tiến bộ phụ nữ. Được gọi thân mật là "Bà Pandit", bà cũng là trợ lý tổng thư ký trong đảng và chủ tịch Câu lạc bộ Nữ doanh nhân & Chuyên gia của Georgetown.
Sau khi Patricia Limerick từ chức tại Nghị viện năm 1973, bà được bổ nhiệm làm thư ký quốc hội tại văn phòng của Thủ tướng Forbes Burnham (1973–80).

## Cuộc sống cá nhân
Cô qua đời vào ngày 29 tháng 8 năm 2013 tại nơi cư trú ở thành phố New York.